# Serie A1 1975-1976 (pallacanestro maschile)
Il campionato di Serie A1 di pallacanestro maschile 1975-1976 è stato il cinquantaquattresimo organizzato in Italia.
Le società partecipanti alla massima serie vengono ridotte a dodici, che si affrontano in partite di andata e ritorno. L'assegnazione dello scudetto e le retrocessioni vengono decise in una seconda fase. Le squadre classificate dal settimo al dodicesimo posto si giocano la permanenza in A1 con le squadre che sono giunte tra il terzo e il dodicesimo posto in A2, divise in due gironi all'italiana da otto squadre ciascuno. Il titolo di Campione d'Italia viene assegnato alla vincitrice della Poule Scudetto, a cui prendono parte le prime sei squadre dell'A1 e le prime due dell'A2.
Le ultime sei della regular season, disputano i gironi di classificazione con le classificate dal 3 al 12º posto della A2.
La Sinudyne Bologna vince il titolo italiano per la settima volta nella sua storia, a vent'anni di distanza dall'ultima affermazione; in classifica seguono la Mobilgirgi Varese (che aveva vinto la stagione regolare) e la Forst Cantù (campione uscente) nella Poule Scudetto.

## Prima fase

### Classifica
|  |     | Classifica prima fase 1975-1976 | Pt | G  | V  | P  | PtF  | PtS  |
|  | --- | ------------------------------- | -- | -- | -- | -- | ---- | ---- |
|  | 1.  | Mobilgirgi Varese               | 40 | 22 | 20 | 2  | 2153 | 1793 |
|  | 2.  | Forst Cantù                     | 34 | 22 | 17 | 5  | 2159 | 1910 |
|  | 3.  | Sinudyne Bologna                | 30 | 22 | 15 | 7  | 1939 | 1869 |
|  | 4.  | IBP Stella Azzurra Roma         | 24 | 22 | 12 | 10 | 1746 | 1753 |
|  | 5.  | Mobilquattro Milano             | 20 | 22 | 10 | 12 | 2014 | 2053 |
|  | 6.  | Snaidero Udine                  | 20 | 22 | 10 | 12 | 1833 | 1873 |
|  | 7.  | Jollycolombani Forlì            | 20 | 22 | 10 | 12 | 1831 | 1946 |
|  | 8.  | Sapori Siena                    | 20 | 22 | 10 | 12 | 1493 | 1566 |
|  | 9.  | Chinamartini Torino             | 18 | 22 | 9  | 13 | 1713 | 1892 |
|  | 10. | Brill Cagliari                  | 16 | 22 | 8  | 14 | 1859 | 1856 |
|  | 11. | Cinzano Milano                  | 12 | 22 | 6  | 16 | 1871 | 1980 |
|  | 12. | Brina Rieti                     | 10 | 22 | 5  | 17 | 1708 | 1931 |

## Seconda fase

### Poule scudetto
|  |    | Classifica poule scudetto 1975-1976 | Pt | G  | V  | P  | PtF  | PtS  |
|  | -- | ----------------------------------- | -- | -- | -- | -- | ---- | ---- |
|  | 1. | Sinudyne Bologna                    | 26 | 14 | 13 | 1  | 1219 | 1081 |
|  | 2. | Mobilgirgi Varese                   | 24 | 14 | 12 | 2  | 1288 | 1086 |
|  | 3. | Forst Cantù                         | 18 | 14 | 9  | 5  | 1237 | 1190 |
|  | 4. | IBP Stella Azzurra Roma             | 10 | 14 | 5  | 9  | 1022 | 1050 |
|  | 5. | Alco Bologna                        | 10 | 14 | 5  | 9  | 1083 | 1148 |
|  | 6. | Canon Venezia                       | 10 | 14 | 5  | 9  | 1019 | 1064 |
|  | 7. | Mobilquattro Milano                 | 6  | 14 | 3  | 11 | 1172 | 1271 |
|  | 8. | Snaidero Udine                      | 6  | 14 | 3  | 11 | 1078 | 1240 |

## Verdetti
- Campione d'Italia:  Sinudyne Bologna

Formazione: Massimo Antonelli, Gianni Bertolotti, Marco Bonamico, Carlo Caglieris, Terry Driscoll, Mario Martini, Sacco, Luigi Serafini, Aldo Tommasini, Piero Valenti. Allenatore: Dan Peterson.
- Retrocessioni in Serie A2: Chinamartini Torino, Cinzano Milano e Brina Rieti.
- Dopo le Poule classificazione viene promossa in Serie A1 la Patriarca Gorizia; retrocedono in Serie B: Pinti Inox Brescia e Juventus Caserta.